# Apocalipsis 5
Apocalipsis 5 es el quinto capítulo del Libro del Apocalipsis o Apocalipsis de Juan en el Nuevo Testamento de la  Biblia cristiana. El libro se atribuye tradicionalmente a Juan el Apóstol, pero la identidad exacta del autor sigue siendo un punto de debate académico. Este capítulo contiene la visión inaugural del cordero en el trono del cielo.

## Texto
El texto original fue escrito en griego koiné. Este capítulo está dividido en 14 Versículos.

### Testigos textuales
Algunos manuscritos antiguos que contienen el texto de este capítulo son, entre otros:.
- Papiro 115 (ca. 275 d. C.; Versículos 8-9 existentes)
- Códice Sinaítico (330-360)
- Codex Alexandrinus (400-440)